# ساندرو کومو
ساندرو کومو (ایتالیایی: Sandro Cuomo؛ زادهٔ ۲۱ اکتبر ۱۹۶۲) شمشیرباز اهل ایتالیا بود.